# La Virginia
La Virginia es un municipio colombiano del departamento de Risaralda. Se encuentra localizado a unos 23 kilómetros en coche de la ciudad de Pereira, hacia el occidente del país (Colombia). Sus terrenos son planos a ondulados, bañados por las aguas de los ríos Cauca y Risaralda y las de algunas quebradas de menor caudal. Este municipio será la sede de la RAP Eje Cafetero al entrar en funcionamiento.

## Historia
Reseña histórica del municipio
Las comunidades indígenas de los ansermas y apías fueron los primeros habitantes del territorio que hoy conforma el municipio de La Virginia, posteriormente se desplazaron hacia él, negros y mulatos que conformaron el caserío denominado "NIGRICIA". 
Con la llegada de nuevos colonizadores toma los nombres de “Sopinga", "La Bodega" y finalmente "La Virginia”.
Su primer desarrollo urbano fue impulsado en el año de 1905 por el ingeniero Francisco Jaramillo Ochoa, con el apoyo de Pedro Martínez, Leandro Villa y Pioquinto Rojas. Posteriormente, hacia el año 1934, se originan urbanizaciones tales como La Playa, Buenos Aires, San Cayetano y Restrepo, entre otras, seguidas por el barrio Balsillas, Pedro Pablo Bello y Libertadores que surgen con la construcción de vía variante a Medellín.
Su desarrollo comercial se inicia con la construcción del puente Bernardo Arango sobre el río Cauca, con el cual se mejora la comunicación vial con Pereira y Cartago, extinguiéndose el transporte fluvial. En un principio su economía se basó en los cultivos de plátano, yuca y maíz, actividades que fueron desplazadas por el cultivo de café, renglón que se fortaleció con la aparición de tres trilladoras. La Royal, Montoya y Trujillo y la Compañía Cafetera de Manizales importantes generadoras de empleo hasta la creación del Ingenio Risaralda, cuya cercanía al municipio de La Virginia atrajo importantes corrientes migratorias especialmente de población negra, la cual caracteriza algunos barrios del casco urbano. Fue elegido como corregimiento del municipio de Belalcázar Caldas mediante el Acuerdo n.º 1 del 22 de enero de 1906 dado por el concejo municipal de ese municipio. 
Su vida como municipio del departamento de Caldas se inició con la ordenanza No 57 de la asamblea departamental el 28 de noviembre de 1959.
El primero de diciembre de 1966 nació el departamento de Risaralda al cual se integró el Municipio de La Virginia. 
Su proximidad con el municipio de Pereira, genera un sinnúmero de relaciones económica, sociales, políticas y culturales que sirvieron de base para que, en 1991 se lograra su ingreso al Área Metropolitana Centro Occidente, (AMCO) conformada actualmente por los municipios de Pereira - Dosquebradas y La Virginia.

## División Político-Administrativa
Además de su Cabecera municipal, La Virginia tiene bajo su jurisdicción un centro poblado: La Palma.

## Clima

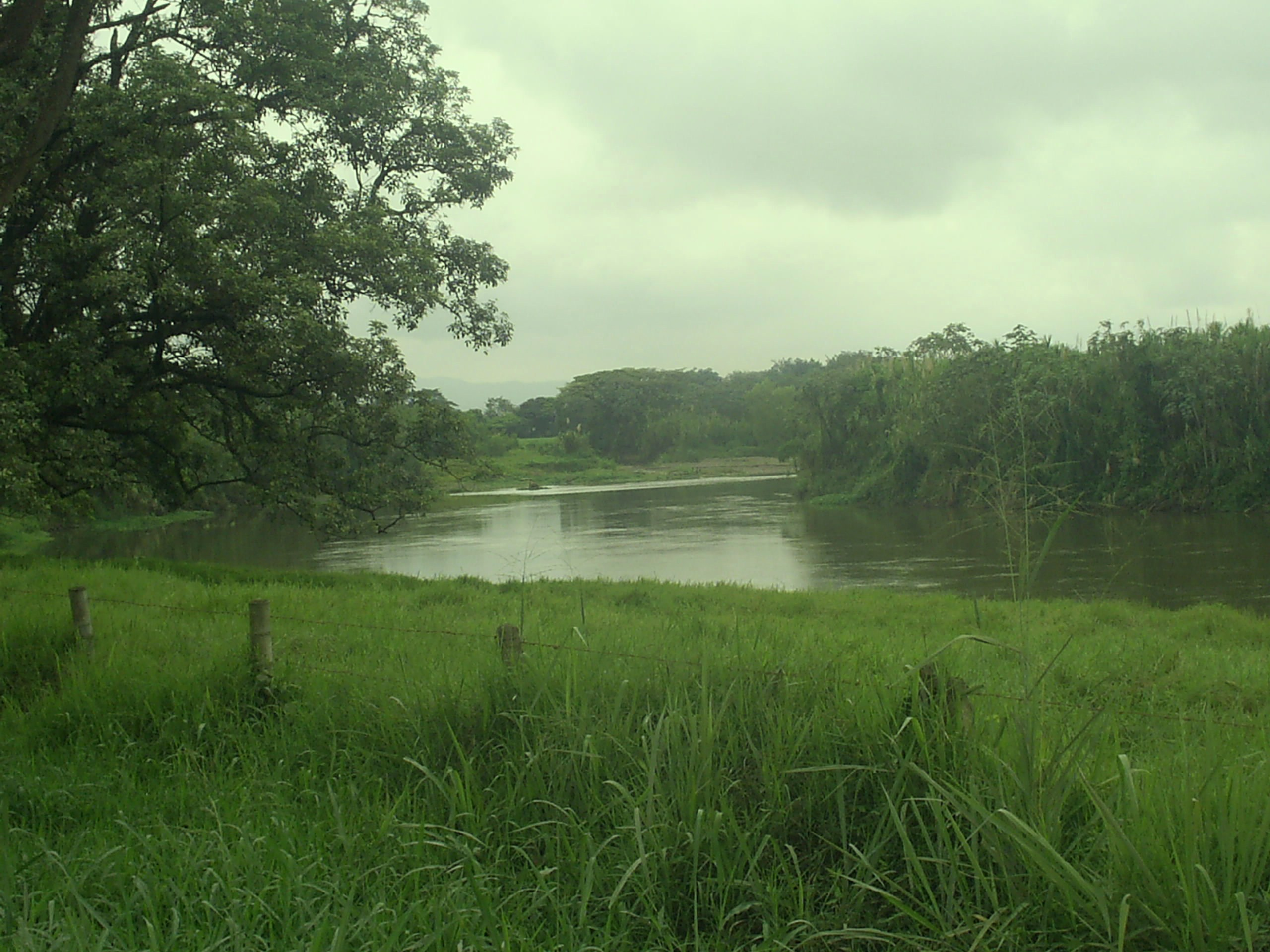
El río Cauca a su paso por el territorio de La Virginia.

El municipio de La Virginia cuenta con un clima cálido, se encuentra sobre los 890m sobre el nivel del mar, su temperatura promedio es de 25.1 °C, llegando a mínimas de 20 °C y máximas de 35 °C, su temporada invernal siempre se ha pronosticado en el mes de noviembre de cada año, lo cual ha venido cambiando, ya que el cambio climático ha modificado el climáticas en todas las partes del mundo además se han presentado graves inundaciones por el fenómeno de la niña que ha afectado varios barrios del municipio.

## Economía
La actividad económica más significativa es la agricultura de frutas ácidas, plátano, compra de café y cacao, actividades agroindustriales, elementos minoritarios como la pesca en las aguas del río Cauca, y un factor fundamental para el desarrollo de la región como la explotación de material de río, gran parte de su población se emplea en la ciudad de Pereira además de un porcentaje considerable de remesas que son enviadas desde el exterior. A futuro se perfila como ciudad turística, adicionalmente es denominada "El Puerto Dulce de Colombia" debido al Parador Náutico. Su medio de transporte más común son las bicicletas y motocicletas. Se reconoce como un pueblo de mucho comercio.

## Turismo

### Atractivos turísticos
Río Cauca
Nace cerca en la Laguna del Buey, la cual está ubicada en los departamentos del Huila y Cauca. Este ha sido uno de los medios de comunicación más importantes para el municipio, ya que desde principios de siglo ha sido utilizado como puerto fluvial para transportar café a Cali con fines de exportación, además mercancía y personas. Se puede navegar en pequeñas embarcaciones que cuentan con una capacidad para 20 personas. En estos recorridos se puede disfrutar la vista de grandes y hermosos valles, con cultivos y vegetación propia de la región. El Río Cauca pasa en Risaralda por los municipios de Pereira, La Virginia, Quinchía, Marsella y Balboa.
Puente Bernardo Arango
Fue inaugurado en 1928 y es considerado patrimonio de Risaralda  gracias a su invaluable valor histórico. Su arquitectura y antigüedad lo hace una de las obras principales sobre el Río Cauca. Fue construido por el Ingeniero Gonzalo Echeverri. Es nombrado también “Puente Colgante o Puente Viejo” por los habitantes del municipio, que lo utilizan de forma peatonal ya que conecta La Virginia con el corregimiento de Caimalito.
La Calle del Caballero Gaucho
La Virginia es la tierra de uno de los músicos más reconocidos del país. En este terruño vivió durante muchos años hasta su muerte, el gran Luis Ángel Ramírez, más conocido como El Caballero Gaucho, uno de los intérpretes de boleros y tangos más importante del país.
Visitar la Calle del Caballero Gaucho, es otra de las citas imperdibles en el Puerto Dulce. En toda La Virginia y en especial en esta calle se puede apreciar estatuas y pinturas en honor a él, que nos recuerda no solo a los habitantes, sino también a los turistas y amantes de su música, la gran persona y artista que fue. 
Ruta del Saltarín Cuellidorado
Tiene una zona muy apropiada para observación de aves, como es el DMI El Guásimo donde se podrá encontrar el saltarín Cuellidorado, con preocupación menor en la Lista Roja de especies amenazadas (UICN). También se podrán observar allí el Parlotero Aliblanco, el Carpinterito Puntead, ave endémica, el Tinamú Chico, la Espatulilla Rastrojera, la Tijereta Sabana, Iguaza o Pisingo;  Guacharaca Colombiana y el Atrapamoscas Apical, que es un ave endémica, entre otras.
Distrito de Manejo Integrado El Guásimo
Guásimo fue declarado como área protegida mediante el Acuerdo No 021 del 17 de junio de 2011 por el Consejo Directivo de CARDER, en la categoría de Distrito de Manejo Integrado, con una extensión de 1447 hectáreas. Está ubicado en el municipio de La Virginia, en la zona más baja de la vertiente occidental de la cordillera central  en un rango altitudinal de 900 – 1250 m s. n. m.
Tiene como objetivos de conservación en el DMI Guásimo 1) La Preservación de los relictos de bosque seco tropical asociados a las microcuencas de las quebradas Guásimo y La María Portugal con el fin de contribuir a la adecuada regulación y suministro de agua como fuente alterna para el municipio de La Virginia. 2) Promover la preservación y el manejo adecuado de los ecosistemas naturales y agroecosistemas por parte de las comunidades asentadas al interior del área protegida generando alternativas de producción sostenible y la dinamización de la economía de la zona. 3) Promover alternativas de producción sostenible, que posibiliten la generación de empleo y dinamizar la economía de la zona, con criterios de sostenibilidad ambiental. 4) Proveer espacios naturales para el desarrollo de procesos de investigación que permitan el conocimiento y la valoración de la Biodiversidad y los demás servicios ambientales del área protegida y 5) Restaurar la condición natural de las áreas que representan los ecosistemas de bosque seco que hayan sido intervenidas significativamente.

### Otros atractivos turísticos
- Mural Casa de la Cultura
- Edificio Alcaldía Municipal
- Iglesia Nuestra Señora del Carmen
- Parque Principal
- Casa Conservadora-Viejo Farol
- Parque los Fundadores
- Parque Lineal Sopinga
- Gastronomía Típica
- Cultura de la Extracción Artesanal de Arena
- Teatro Hernando López Yepes
- Bebidas Típicas y Artesanías
- Iglesia La Inmaculada
- Parque Recreativo Farallones
- Lago de Pesca El Finco
- Centro de Eventos Coconi
- Bici Tours
- Mall de Comidas Faroles

### Atractivos naturales
- Río Risaralda
- Sendero La Virgen

### Agencia de viajes y operador turístico
Entreriosycafe Destinos Saludables RNT 48115

## Mitos y leyendas
A continuación se describen algunas leyendas que de generación en generación se han transmitido en este puerto:

### El Árbol del Terror
Se dice que donde hoy es el cementerio del pueblo se encontraba un árbol, que después de media noche el árbol se movía hacia la mitad de la carretera y ahí se accidentaba cualquier carro o moto que pasara después de esa hora; cada vez que iban a cortar el árbol se les olvidaba, hasta que un día tuvieron que ir con cura para cortarlo. También se dice que anteriormente las prostitutas del pueblo abortaban y enterraban sus fetos en este árbol, por lo que en el tronco se reflejan rostros de niños. y así finaliza la historia aunque se dice que el árbol siguen pero en otro lado del municipio

### La mula de tres patas
Historia de un hombre que cuando se creaba Sopinga, este iba a caballo, cerca del río (actualmente paradero del transporte urbano), el hombre al pasar se cayó y se ahogó y como nadie lo ayudó, empezó a tomar venganza asustando: pasa en una mula de tres patas por la carretera que ahora se denomina la vuelta del gas.

### El pez dorado
Es la historia de un barco que iba cargado de oro y ganado que se hundió en el río Cauca (donde ahora queda la Hacienda El Bohío). Se dice que la persona que busca los restos del barco, se encuentra con un pez dorado que va creciendo a medida que la persona se acerca.

### San Juan Pescador
Cuenta la leyenda que es un Santo que se les aparece a los pescadores del río Cauca en horas del amanecer. Lo ven que se transporta en una canoa que desprende una luz, lo cual es señal de aviso a los pescadores para que puedan empezar a pescar.

### Un Pez Gigante
Cuentan los areneros que en un sitio llamado la Bocatoma, en el cual el río Risaralda desemboca en el Cauca, cuando el nivel del río baja en el verano se ve la vela de un barco que allí se hundió y en este mismo lugar un pez gigantesco bocachico que alumbra en la noche. Por otra parte Los pescadores de La Virginia Cuentan la historia del gran bagre que se encuentra en los chorros "sitio del río Cauca"; dicen que este pez es capaz de devorar un hombre con gran facilidad, además de esto han intentado pescarlo con ganchos de carnicería, colocando como flotas, canecas de metal vacías de 55 galones, pero la fuerza, habilidad y sabiduría de este monstruo es tan enorme que evade las trampas con gran facilidad.

### La Taconera
Otro de los mitos que surge en el Municipio de La virginia es la taconera. La cual se ha escuchado y visto por varios vecinos del municipio. Quienes la han visto cuenta que es una señora con grandes tacones que altas horas de la madrugada sale y provoca espanto a quienes la ven. Esta o este mito es contado por más de 500 habitantes del municipio. Brandon castaño edifica los detalles "en el municipio de la virginia surgen demasiados mitos que atemorizan a los habitantes de este sector pero los más notables son el árbol en la mitad de la carretera y la taconera" dijo el joven

## Símbolos

### Escudo

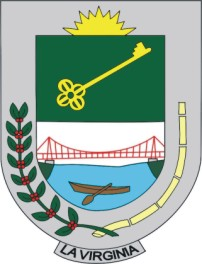

- El Sol Irradia calidez y poder, dándole el perfil de tierra cálida por excelencia
- La llave de oro representa la entrada al Occidente colombiano
- Color verde Representa la esperanza del Valle de departamento de Risaralda
- Puente Bernardo Arango Considerado como joya arquitectónica de invaluable valor histórico, representa el orgullo de la ingeniería colombiana
- El río Simboliza los afluentes de los departamentos de Cauca y Risaralda como sistema de navegación fluvial años atrás
- La Canoa Sistema de transporte fluvial, utilizado por los primeros colonizadores y que permanece vigente en un gran sector de la población dedicada a la extracción de materiales de río.
- El Café y la Caña Cultivos tradicionales de una tierra fértil que se encuentra en todo el corazón del valle del Risaralda y que se acentúa en sus únicas dos veredas la palma y el aguacate.

### Bandera

Bandera de La Virginia

La bandera del municipio de La Virginia fue ideada por la junta de festejos en la semana cívica del 14 de diciembre de 1953; consiste en tres franjas horizontales y de igual tamaño con la siguiente distribución: amarillo, verde, amarillo. Sus colores representan la riqueza del municipio y el suelo fértil de sus tierras: el asta lo configura una llave de modelo antiguo, a la cual, el presbítero Antonio José Valencia le denominó como “llave de oro del occidente Colombiano”.

## Servicios públicos
- Energía Eléctrica: Central Hidroeléctrica de Caldas (CHEC), del grupo EPM, es la empresa prestadora del servicio de energía eléctrica.
- Gas Natural: Efigas es la empresa distribuidora y comercializadora de gas natural en el municipio.